# 山本友里恵
山本 友里恵（やまもと ゆりえ、1986年12月17日 - ）は、日本の元女子バレーボール選手。

## 来歴
東京都中野区出身。母の影響を受けて、小学校5年生からバレーボールを始める。
学生時代は共栄学園高校、日本体育大学でプレー。
2008年に、日本体育大学在学中にユニバーシアード日本代表に選ばれ、東アジア選手権大会に出場。
2009年に、V・チャレンジリーグの日立佐和リヴァーレに入団（内定登録時はV・プレミアリーグに所属）。
2010年7月に、上尾メディックスに移籍。2010/11Vチャレンジリーグではスタメンで活躍し、同チームの初優勝に貢献した。2012年6月に退社。

## 人物
- JTサンダーズ広島に所属する山本将平は弟。

## 所属チーム
- 江原小（フリーダム）
- 中野九中
- 共栄学園高校（2002-2005年）
- 日本体育大学（2005-2009年）
- 日立佐和リヴァーレ（2009-2010年）
- 上尾メディックス（2010-2012年）